# الحركة الملكية الدستورية العراقية

علم1921–1959 (نسبة: 1:2) علم مملكة العراق الذي استخدمه الملكيون العراقيون.

الحركة الملكية الدستورية العراقية هي حركة سياسية تدعو إلى عودة النظام الملكي في العراق بقيادة الشريف علي بن الحسين.
يرتبط الشريف علي بن الحسين للعائلة المالكة الهاشمية التي حكمت العراق حتى عام 1958. لقد نجح في وضع نفسه بوصفه مدعيا في الصحافة الدولية وحاليا (في سياسات العراق) الأمير الشريف علي بن الحسين هو مسؤول عن حملة العائلة المالكة العراقية الوحيدة في العراق لعودة الملكية على أساس نظام ملكي دستوري.

## الميثاق الوطني
- أولا: التمسك بوحدة الوطن العراقي والحفاظ على استقلاله.
- ثانيا: التأكيد على الهوية الإسلامية للعراق مع التمسك باحترام كافة الأديان والمعتقدات وصيانة حقوقها.
- ثالثا: إجراء استفتاء شعبي حر ومباشر يقرر فيه الشعب العراقي بحرية مصيره في اختيار نظام الحكم ورئاسة الدولة.
- رابعا: وضع دستور دائم للبلاد بمصادقة الشعب العراقي باستفتاء عام حر.
- خامسا: أن يكون نظام الحكم الملكي دستورياً وراثياً ينبثق عن إرادة الشعب ويكون الملك فيه رمزاً لوحدة الشعب وكرامة الأمة وعزتها.
- سادسا: إقامة نظام ديمقراطي تعددي تتبادل وتنتقل فيه السلطة عبر صناديق الاقتراع وإنشاء المؤسسات الديمقراطية السليمة على أساس الفصل التام بين السلطات التشريعية والتنفيذية والقضائية.
- سابعا: التأكيد على قدسية استقلال القضاء من اية جهة أو فرد في الدولة.
- ثامنا: الالتزام التام بمبادئ حقوق الإنسان التي اقرتها الشرائع السماوية والأمم المتحدة والمنظمات الدولية.
- تاسعا: تكون جميع القوات المسلحة ملكاً للشعب وهدفها المقدس حماية الوطن من أي اعتداء خارجي وتحرم عليها ممارسة النشاط السياسي.
- عاشرا: تطبيق نظام الاقتصادي الحر وتشجيع المشاريع الصناعية والزراعية والتجارية مع الحفاظ على التوازن بين حقي التملك والعمل الحر وبين حقوق الشعب في الخدمات والمرافق العامة والعدالة الاجتماعية ومبدأ تكافؤ الفرص.
- حادي عشر: إجراء مصالحة وطنية وشعبية شاملة أساسها روح التسامح والعفو والابتعاد عن روح الثأر والانتقام مع المراعاة التامة لتطبيق القانون والقضاء العادل.
- ثاني عشر: معالجة مخلفات العهد المظلم وفي مقدمتها القضايا القومية والطائفية وقانون الجنسية العراقية وحقوق المهجرين والمهاجرين بمقتضى قوانين عادلة وعلى أساس المساواة التامة بين المواطنين في الحقوق والواجبات التي ينص عليها الدستور الدائم.

## تصورات وأهداف
1. وحدة الوطن العراقي: أن الملكية الدستورية تؤمن ايماناً مطلقاً بوحدة الوطن العراقي الذي ثبتت حدوده قانونياً في العشرينيات من هذا القرن ولا تقبل بالتنازل عن ذرة من تراب الوطن الغالي، أن تعدد القوميات والطوائف في عراقنا العزيز يمكن جعلها دلالة قوة ومناعة للوطن، ونرى أن النظام الإداري للأقاليم وبشكله النهائي سيتفق عليه بين جميع الأطراف بعد زوال النظام الحالي
2. الهوية الإسلامية: تؤمن الحركة الملكية الدستورية بضرورة التأكيد على الهوية الإسلامية للعراق وطابع التراث الحضاري الإسلامي للمجتمع العراقي مع التمسك باحترام الأديان والمذاهب الأخرى كافة ومراعاة حريات طقوسها الدينية.
3. الدستور: سبق للشعب العراقي أن تبنى القانون الأساسي العراقي في عام 1925م بعد مناقشات طويلة أشترك فها الأجداد واتفقوا على صيغة مقبولة منهم جميعاً ووافق عليها الشعب باستفتاء حر وسليم، أن الحركة الملكية الدستورية التي تنادي بالشرعية الدستورية وارجاع الأمور إلى نصابها بعد انقطاعها بسبب 14 تموز 1958 تعتقد أن التمسك بالشرعية يحتم الرجوع إلى الدستور الدائم الوحيد الذي سبق أن وافق عليه الشعب باستفتاء عام مع تعديلاته.
أن الملكية الدستورية تتعهد بالعمل على تعديل القانون الأساسي وإضافة نصوص جديدة بما تراه الجمعية التأسيسية التي سيتم انتخابها لتتلاءم احكامها مع التطورات المستجدة ومن التجارب العديدة التي مرت على الشعب، وكل هذا يجب عرضه على الشعب باستفتاء عام ليقول كلمته فيه وأن القانون الأساسي المعدل يجب أن ينص على أن الملكية الدستورية هي رمز لوحدة أرض وشعب العراق وهي الحكم بين الأطراف المتصارعة سياسياً وليس الحاكم.
4. الأسس الديمقراطية: إن النظام الديمقراطي المقبل في العراق لابد أن يقوم على الأسس التالية:
- التأكيد على مبدأ الالتزام التام بمبادئ حقوق الإنسان التي اقرتها الأمم المتحدة والمنظمات الدولية.
- تعدد الأحزاب السياسية وممارستها للعمل السياسي بموجب القانون.
- تأكيد النظام الإداري على نحو يضمن بموجبه لكل وحدة إدارية طابعها المحلي ولغتها وتقاليدها وحرية ممارسة طقوسها الدينية والمحافظة على تراثها الحضاري المميز وذلك حسبما ينص عليه الدستور الدائم والقوانين الصادرة بموجبه.
- حرية الصحافة ووسائل الإعلام وجواز تملكها من قبل القطاع العام والخاص وحسبما ينص عليه الدستور والقوانين الصادرة بموجبه.
- تكافؤ الفرص بين أفراد الشعب بغض النظر عن أديانهم وطوائفهم وأجناسهم ولغاتهم وعناصرهم بغية تساوي أفراد الشعب أمام القانون تساوياً كاملاً لا قيد عليه ولا شرط.
- ضمان حرية تشكيل النقابات والجمعيات الأخرى على أسس ديمقراطية مهنية.

## روابط خارجية
http://www.iraqcmm.org/
http://www.aljazeera.net/programs/today-interview/2004/6/4/الشريف-علي-بن-الحسين-الملكية-الدستورية-في-العراق